# Jalsaghar
Jalsaghar (bengalí জলসাঘর Jalsāghar, "The Music Room") és una pel·lícula dramàtica índia en bengalí de 1958 escrita i dirigida per Satyajit Ray, basada en un popular conte de l'escriptor bengalí Tarasankar Bandyopadhyay, i protagonitzada per Chhabi Biswas. El quart dels llargmetratges de Ray, es va rodar a Nimtita Raajbari, a Nimtita, Aurangabad i Murshidabad. Malgrat la mala acollida inicial de la crítica a l'Índia, Jalsahar va guanyar el premi presidencial a la millor pel·lícula a Nova Delhi i va tenir un paper important en l'establiment de la reputació internacional de Ray com a director. Des d'aleshores, ha obtingut elogis de la crítica gairebé universals i ha arribat a ser considerada per la comunitat cinematogràfica com una de les pel·lícules més grans de tots els temps.

## Argument
Jalsaghar representa els dies finals d'un zamindar (propietari) decadent a Bengala i els seus esforços per mantenir el prestigi de la seva família mentre s'enfronta a l'adversitat econòmica. El propietari, Biswambhar Roy (Chhabi Biswas), és un home just però d'un altre món a qui li encanta passar el temps escoltant música i muntant espectacles en lloc de gestionar les seves propietats devastades per les inundacions i l'abolició del govern del sistema zamindari després de la independència. És desafiat per un plebeu que ha assolit riqueses a través de negocis muntant espectacles i organitzant festes musicals. Aquesta és la història d'un zamindar que no li queda més que respecte i sacrifica la seva família i la seva riquesa per intentar conservar-la.

## Reparatiment
- Chhabi Biswas – Biswambhar Roy
- Padma Devi – Mahamaya, esposa de Roy
- Pinaki Sen Gupta – Khoka, fill de Roy
- Gangapada Bose – Mahim Ganguly, veí
- Tulsi Lahiri – Administrador de les terres de Roy
- Kali Sarkar – Ananta, servent de Roy
- Ustad Waheed Khan – Ustad Ujir Khan, cantant
- Roshan Kumari – Krishna Bai, el dansaire
- Begum Akhtar – Durga Bai, cantant

### Altres crèdits
- Actuacions de música i dansa

(en pantalla) – Begum Akhtar, Roshan Kumari, Ustad Waheed Khan, Bismillah Khan
(fora de pantalla) – Dakhshinamohan Thakur, Ashish Kumar, Robin Mazumdar, Imrat Khan, Salamat Ali Khan

## Producció
Jalsaghar es basava en un conte popular escrit per l'escriptor bengalí Tarasankar Bandyopadhyay. Després del fracàs de taquilla dAparajito, Ray necessitava desesperadament una pel·lícula d'èxit i va decidir fer una pel·lícula basada tant en una peça de literatura popular com en una pel·lícula que incorporés música índia. Va ser la primera pel·lícula que va incorporar àmpliament la música i la dansa clàssica de l'Índia. Ray va començar a rodar el maig de 1957.
Durant la preproducció, Ray i la seva tripulació van tenir dificultats per trobar un lloc adequat per al palau de Biswambhar Roy. Per casualitat van conèixer un home que va recomanar el palau de Roy Chowdhurys a Nimtita, conegut com el Nimtita Rajbari i Ray va decidir explorar el lloc. Per a la seva sorpresa, el palau no sols era perfecte per a la pel·lícula, sinó que va pertànyer una vegada a Upendra Narayan, en qui Bandopadhyay havia basat el seu personatge principal quan va escriure el conte per primera vegada. Ray va treballar estretament amb el compositor Ustad Vilayat Khan a la pel·lícula, tot i que inicialment no estava segur de les opcions musicals del compositor i va haver de convèncer Khan perquè fes peces musicals més ombrívoles per a la pel·lícula.
Segons Ray, "El palau Nimtita era perfecte, excepte que la sala de música, en tenia una, perquè l'oncle de Ganendra Narayan, Upendra Narayan Choudhury, havia estat un mecenes de la música com el noble de la nostra història, no era prou impressionant per servir com a l'escenari de les sumptuoses vetllades que havia planejat." Per tant, les famoses escenes jalsaghar de la pel·lícula es van fer dins de l'estudi Aurora Film Corporation a Maniktala, Calcuta. Ara l'estudi ha estat enderrocat.

## Recepció
Tot i que la pel·lícula va rebre majoritàriament males crítiques a l'Índia, va rebre el premi presidencial a Nova Delhi a la millor pel·lícula. Quan la pel·lícula es va estrenar gradualment a Europa i als Estats Units a principis dels anys 60, es va convertir en un èxit crític i financer i va ajudar a establir la reputació internacional de Ray, tot i que Ray va dir que el 1958 no pensava que la pel·lícula tindria èxit als mercats estrangers. El crític de cinema de New Statesman John Coleman va comparar Ray amb Jean Renoir i Marie Seton van dir que la pel·lícula "desafiava tota la convenció de cançons i danses al cinema de l'Índia. Públics... condicionats a la introducció de cançons i danses com a interludis d'entreteniment i [tan] dramàtics. i les tensions romàntiques, mai abans s'havien confrontat amb... el cant i la dansa clàssics com a punts focals integrals de seqüències realistes." John Russell Taylor va dir que la pel·lícula era "una de les pel·lícules més magistrals de Ray, fotografiada i dirigida exquisidament amb un domini complet i inqüestionable de l'estat d'ànim... Per a aquells que vulguin posar-se sota el seu encanteri hipnòtic ofereix plaers d'una delicadesa única." Roger Ebert la va aclamar com "la pel·lícula més evocadora de [Ray], i l'omple de detalls observadors". El 1963 Bosley Crowther va lloar la "delicadesa de la direcció... [i] l'eloqüència de la música índia i l'aurora de la mise en scène' ." Tanmateix, aquell mateix any Stanley Kauffmann va criticar la pel·lícula, anomenant-la "una pel·lícula profundament sentida, extremadament tediosa... la música índia és simplement antipàtica i cansina per les nostres oïdes." El 1965 Derek Malcolm la va anomenar la "pel·lícula més perfecta" de Ray. Quan la pel·lícula es va estrenar a París el 1981 va ser un èxit sorpresa i va portar a molts crítics francesos a adoptar una nova apreciació per a Ray que no havia estat comú a França fins aleshores. El crític del San Francisco Chronicle Edward Guthmann la va descriure com "Una meravellosa història d'orgull i els ximples que fa dels homes." Werner Herzog va dir sobre Jalshaghar "El cineasta bengalí més sorprenent Satyajit Ray i n'hi ha una pel·lícula, molt bonica, que es diu The Music Room... I és d'una bellesa fenomenal i Ray realment sabia com utilitzar la música i crear un drama al voltant de la música."
A Rotten Tomatoes, la pel·lícula té una puntuació del 100% basada en 20 ressenyes amb una valoració mitjana de 9,09/10.

## Taquilla
El 1981, la pel·lícula va ser un èxit de taquilla a França, on va vendre 173.758 entrades, la més alta per a una pel·lícula índia fins a Salaam Bombay! (1988).

## Premis i reconeixements
- 1959 – Certificat de mèrit de tota l'Índia per a la segona millor pel·lícula
- 1959 - Premi Nacional de Cinema a la millor pel·lícula en bengalí
- Premi a la millor música al 1r Festival Internacional de Cinema de Moscou. També va obtenir una nominació a Gran premi a la millor pel·lícula del festival.[20]
- Àmpliament considerada com una de les millors pel·lícules de tots els temps. Votat número 20 a la llista de les "100 millors pel·lícules" per la revista francesa Cahiers du cinéma l'any 2008.[4] Va ser classificat en # 27, #146 i #183, respectivament, a la llista Sight and Sound de les millors pel·lícules de 1992,[5] 2002[6] i 2012.[7] El crític de cinema Derek Malcolm va classificar la pel·lícula al número 56 de la seva llista de les "100 millors pel·lícules" el 2001.[21] El British Film Institute va incloure-la a la seva llista de '360 Classics'.[8] La pel·lícula va obtenir el setè lloc (juntament amb algunes altres pel·lícules) a la llista de les millors pel·lícules asiàtiques de Cinemaya (1998). Recentment, el Festival Internacional de Cinema de Busan la va situar al núm. 18 (juntament amb poques pel·lícules) a la seva llista dels 100 millors pel·lícules asiàtiques.
- El 2021, The Daily Star va classificar la pel·lícula en el tercer lloc de la seva llista de les millors adaptacions de contes curts.[22]

## Conservació
L'Academy Film Archive va conservar Jalsaghar el 1996.

## Vídeo domèstic
El 1993, Merchant Ivory Productions va restaurar la pel·lícula i Sony Pictures Classics la va estrenar a les sales de Nova York amb cinc altres pel·lícules de Ray. Va ser llançat en VHS el 1995.
El juliol de 2011, Criterion Collection va publicar una versió HD restaurada digitalment de la pel·lícula en DVD i Blu-ray.